# Can Llaví
Can Llaví és una obra de Canet de Mar (Maresme) inclosa a l'Inventari del Patrimoni Arquitectònic de Catalunya.

## Descripció
Edifici gran, reformat els anys 20 sobre una construcció anterior. Destaquen les falses columnes a la façana i decoració de les llindes amb rajoles. Format per planta baixa i dos pisos. A la planta baixa és on s'ha canviat més coses. Per la resta, hi ha balcons al segon pis i finestres al tercer. Acaba rematat amb una cornisa.